# Hell (Band)
Hell ist eine 1982 gegründete britische Heavy-Metal-Band aus Nottingham.

## Geschichte

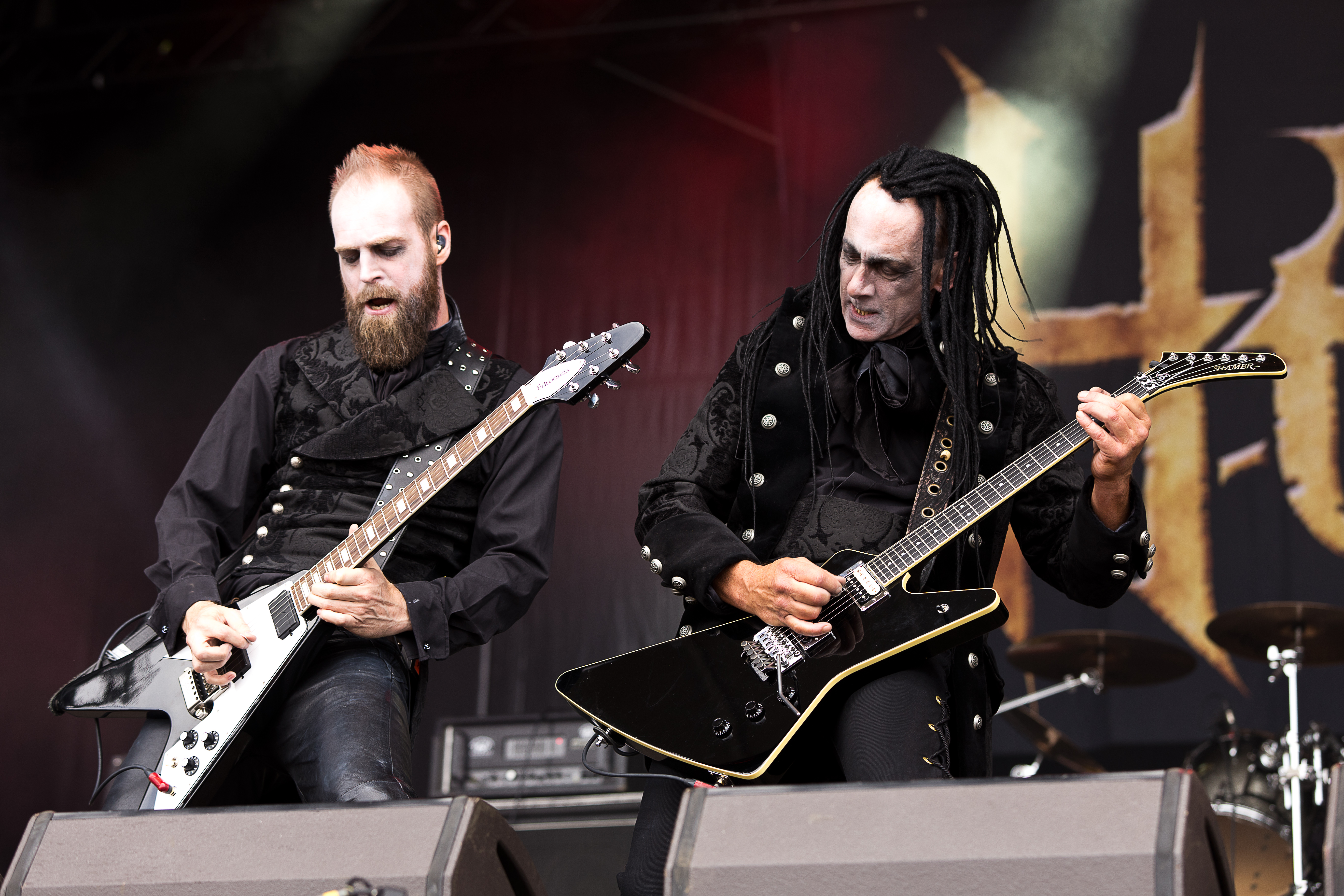
Hell auf dem Rockharz 2015 in Ballenstedt.

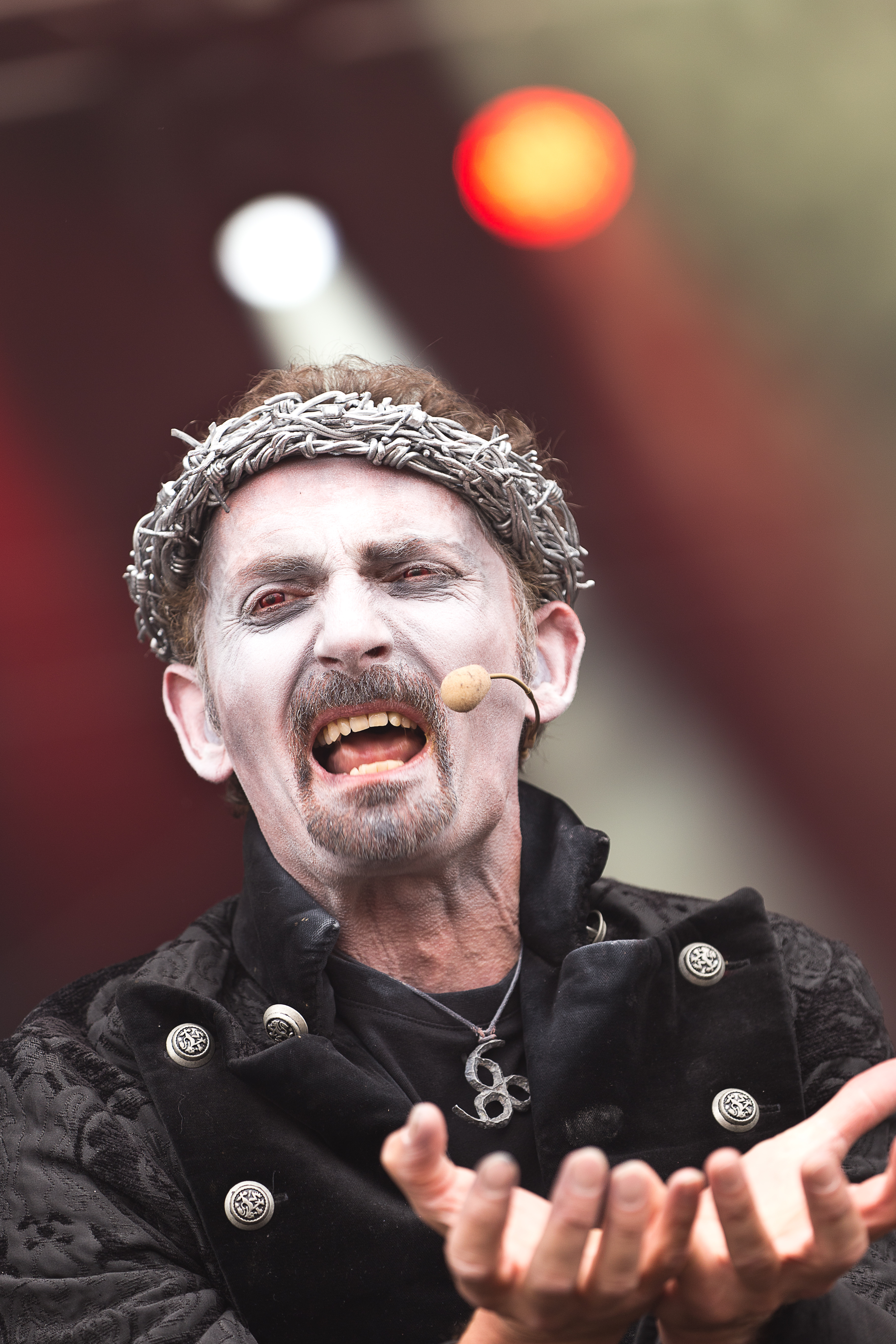
David Bower auf dem Rockharz 2015 in Ballenstedt.

Im Gründungsjahr 1982 nahm die Band drei Demos auf. 1983 folgte ihre erste EP Save Us from Those Who Would Save Us, welche sie selbst finanzierten und über ihr eigenes Label Deadly Weapon veröffentlichten.
Im Jahre 1986 folgte eine weitere Demoaufnahme, nach welcher ein Vertrag für ihr erstes Album mit Mausoleum unterschrieben werden sollte. Dieser platzte jedoch, weil diese pleitegingen. Im Jahre 1987 folgte der Suizid des Gitarristen und Sängers Dave Halliday. Daraufhin beschlossen die verbliebenen Bandmitglieder die Band aufzulösen.
Andy Sneap lernte als Teenager durch Halliday, Gitarre zu spielen. Sneap erlangte durch seine Tätigkeit bei Sabbat sowie durch die Produktion diverser Alben Bekanntheit. Bei einem Treffen mit den Gründungsmitgliedern von Hell fragten diese Sneap, ob er nicht mit ihnen altes Material neu aufnehmen wolle. 2010 stieg zudem der neue Sänger David Bower zur Band.
So entstand schließlich 2011 das von Andy Sneap produzierte und über Nuclear Blast veröffentlichte Debütalbum Human Remains. Es bekam vorwiegend gute bis sehr gute Kritiken und stieg auf Platz 46 der deutschen Charts ein

## Diskografie
Studioalben
- 2011: Human Remains (Nuclear Blast)
- 2013: Curse & Chapter (Nuclear Blast)

EPs
- 1983: Save Us from Those Who Would Save Us
- 2011: Save Us (Nuclear Blast)

Demos
- 1982: Hell
- 1982: Scheming Demons
- 1982: Demo 1982
- 1986: Demo 1986